# André Vacheresse
André Julien Auguste Vacheresse (Roanne, 12 ottobre 1927 – Roanne, 17 giugno 2000) è stato un cestista e allenatore di pallacanestro francese.

## Carriera
Con la Francia ha disputato i Giochi olimpici di Helsinki 1952, i Campionati mondiali del 1950 e quattro edizioni dei Campionati europei (1949, 1951, 1953, 1955).

## Palmarès

### Giocatore
- Campionato francese: 1

Roanne: 1958-59

### Allenatore
- Campionato francese: 1

Roanne: 1958-59